# 웬디 맬릭
웬디 맬릭(Wendie Malick, 1950년 12월 23일 ~ )은 미국의 배우이며, 콥트교 집안 출신이다.

## 출연 작품

### 영화
- 스크루지 - 웬디 크로스 역
- 유쾌한 사랑
- 벅시
- 마돈나의 연인 - 카밀 역
- 대통령의 연인 - 수잔 슬로안 역
- 엔딩스 비기닝스 - 수 역

### 드라마
- SOS 해상구조대
- 러시 아워(영어판)
- 핫 인 클리블랜드 6

### 웹 애니메이션
- 보잭 호스맨